# Adam Małuszyński
Adam Małuszyński (ur. 10 grudnia 1898 w Sichowie k. Lwowa, zm. 31 stycznia 1945 w Mittelbau) – polski prezbiter katolicki, misjonarz św. Wincentego a Paulo, Sługa Boży Kościoła katolickiego.

## Życiorys
Urodził się 10 grudnia 1898 we wsi Sichów, w ówczesnym powiecie lwowskim Królestwa Galicji i Lodomerii, w rodzinie Juliusza i Janiny z Grabowskich. Był młodszym bratem Włodzimierza (ur. 1894), legionisty, pośmiertnie odznaczonego Krzyżem Niepodległości.
20 października 1914 wstąpił do Legionów Polskich i został przydzielony do Baonu Uzupełniającego kapitana Galicy. Służył w 3. kompanii III baonu 1 Pułku Piechoty. 18 lutego 1915 był wykazany jako ułan w II plutonie 3. szwadronu 1 Pułku Ułanów .
W 1930 wstąpił do Zgromadzenia Księży Misjonarzy św. Wincentego a Paulo. Sakrament święceń kapłańskich przyjął w 1936, po czym został kapelanem więzienia św. Michała w Krakowie. Po wybuchu II wojny światowej był szykanowany za odmowę udzielenia pogrzebu jednemu z niemieckich oprawców i w końcu został aresztowany (20 listopada 1943). Uwięziony na Montelupich, 14 grudnia 1944 trafił do niemieckiego obozu koncentracyjnego w Auschwitz, a potem kolejno do Buchenwaldu (24 lipca 1944) i Mittelbau-Dora (1 listopada 1944).
Zginął w czasie ewakuacji obozu.
Jest jednym z 122 Sług Bożych, wobec których 17 września 2003 rozpoczął się proces beatyfikacyjny drugiej grupy męczenników z okresu II wojny światowej.

## Ordery i odznaczenia
- Krzyż Niepodległości (19 grudnia 1933)[4]
- Złoty Krzyż Zasługi (15 marca 1939)[5]